# نور العمري
نور العمري ( مواليد 12 يناير 1994 ) هي لاعبة رماية عراقية . في دورة الألعاب الأولمبية الصيفية 2012 ، نافست نور في مسابقة المسدس الهوائي للسيدات .

## روابط خارجية
- نور العمري على موقع الاتحاد الدولي (الإنجليزية)
- نور العمري على موقع أوليمبيديا (الإنجليزية)